# Războiul stelelor: Din aventurile lui Luke Skywalker
Războiul stelelor: Din aventurile lui Luke Skywalker (1976) (titlu original Star Wars: From the Adventures of Luke Skywalker) este titlul unui roman science fiction atribuit lui George Lucas, dar scris în realitate de Alan Dean Foster.
Cartea, care are la bază scenariul original al lui Lucas pentru primul film Războiul stelelor, a apărut sub mai multe titluri: Star Wars: From the Adventures of Luke Skywalker, Star Wars și, mai nou, Star Wars Episode IV: A New Hope. Schimbările de titluri reflectă modificările survenite în titlul filmului după ce Lucas a anunțat că va filma primele trei episoade din saga Războiul stelelor.
Cartea a fost publicată cu șase luni înaintea lansării filmului, dată la care materialul care a stat la baza poveștii, precum și universul Războiului stelelor în general nu era clar creionat. Prin urmare, acțiunea cărții diferă în anumite privințe de film.

## Intriga
Nava prințesei Leia Organa este atacată de crucișătorul imperial la bordul căruia se află Darth Vader. Înaintea capturării ei, prințesa trimite o navetă către planeta aflată în apropiere, Tatooine. La bordul navetei se află doi roboți, R2-D2 și C-3POm în memoria primului aflându-se planurile stației spațiale Steaua Morții, construită de Împărat pentru a înăbuși Rebeliunea din care face parte și prințesa.
Ajunși la sol, roboții devin proprietatea unchiului lui Luke Skywalker, Owen. Însă R2-D2 pleacă în căutarea celui căruia trebuie să îi predea planurile stației, Obi-Wan Kenobi. Pornit în căutarea lui, tânărul Luke află că acesta - un pustnic care trăia în deșertul de pe Tatooine - a luptat alături de tatăl său în Războiul Clonelor. Obi-Wan este cavaler Jedi, un ordin a cărui vreme a apus odată cu ridicarea la putere a Imperiului. Luke devine ucenicul său și ambii pornesc spre Alderaan, pentru a preda planurile recuperate de prințesă.
Pentru a părăsi planeta, cei doi recrutează un echipaj curios, format din Han Solo - pe urmele căruia angajatorul său, Jabba, a pus vânători de recompense - și puternicul wookie Chewbacca. Grupul părăsește Tatooine la bordul Șoimului Mileniului și, după ce scapă de navele imperiale care se află pe urma roboților, ajung în sistemul Alderaan. Ajunși aici, descoperă că planeta a fost distrusă; în încercarea de a afla de la prințesa Leia care este baza rebelilor, Darth Vader și Moff Tarkin i-au demonstrat puterea Stelei Morții distrugând tocmai planeta ei de origine.
Șoimul Mileniului este capturat de Steaua Morții, dar cei de la bord reușesc să se infiltreze în stație. Luke și Han o salvează pe Leia, în timp ce Obi-Wan oprește generatorul care pune în funcțiune câmpul de tracțiune al stației, pentru ca nava să poată evada. Într-un ultim gest destinat ajutării fugarilor, Obi-Wan se luptă cu Darth Vader, fostul său ucenic, folosind săbiile laser. Vader îi dă lovitura finală, dar Obi-Wan se volatilizează și, în confuzia generală, Luke, Leia, Han, Chewbacca și cei doi roboți evadează de pe Steaua Morții, ducând planurile stației la cartierul general al Rebeliunii.
Steaua Morții pornește în urmărirea lor și, în Bătălia de pe Yavin, navele Rebeliunii - în rândul cărora se află acum și Luke, reușesc să distrugă periculoasa stație. Singurul supraviețuitor este Darth Vader, a cărui navetă se pierde în spațiu.

## Diferențe față de film
Câteva porțiuni din carte deviază considerabil de la film, în special în cazul scenelor care au fost filmate dar nu au fost incluse în montajul final. Dintre acestea, cea mai importantă este scena cu Luke Skywalker și prietenii săi de la Stația Tosche. De asemenea, diferă și anumite detalii, cum ar fi indicativele folosite de Rebeli în timpul asaltului Stelei Morții (de exemplu,  Luke este "Albastru Cinci" în loc de "Roșu Cinci").
La un moment dat, Han Solo pomenește un prieten Corellian pe nume Toccnepil (Lippincot scris invers). Aceasta este o aluzie la Charles Lippincot, mintea din spatele campaniei de marketing a Războiului stelelor. Termenul "droid" este precedat de un apostrof, fiind o prescurtare de la "android". Referințele la Rebeli sunt scrise rebeli. Trupele imperiale ajung la bordul lui Tantive IV prin tavan, nu distrugând o trapă. Indicativul trupelor imperiale care păzesc Șoimul Mileniului este THX-1138, nu TK-421 ca în film.
Prologul anunță că, după ajungerea la putere a Împăratului Palpatine, acesta "căzu sub influența acelor consilieri lingușitori pe care chiar el îi propulsase în posturi înalte", sugerând că el este o victimă a manipulării birocrației imperiale și nu adevăratul factor de putere. Totuși, toate sursele ulterioare au modificat acest aspect, făcând din Palpatine adevărata forță de conducere din spatele Imperiului Galactic. 
Moartea lui Obi-Wan Kenobi diferă în carte, în sensul că Darth Vader reușește să îl învingă în timpul duelului cu săbiile laser, în timp ce în film Obi-Wan îl lasă pe Vader să îl doboare, pentru a-i furniza lui Luke diversiunea necesară evadării de pe Steaua Morții. În roman, Darth Vader este un Lord Sith, în timp ce în film termenul "Sith" nu este folosit decât începând cu primul film al celei de-a doua trilogii, Războiul stelelor - Episodul I: Amenințarea fantomei), iar faptul că Vader este Lord Sith este menționat abia în Războiul stelelor - Episodul III: Răzbunarea Sith.
Ordinea evenimentelor luptei împotriva Stelei Morții diferă, de asemenea. În carte, Liderul Albastru reușește să tragă de două ori înainte de a fi doborât, în timp ce în film reușește să o facă doar o dată. Tot în film, nava X-Wing a lui Wedge este avariată de Darth Vader și însoțitorii săi, iar acesta e nevoit să părăsească lupta, lăsându-l pe Luke doar cu Biggs, care este ucis de Vader. În carte, întâi este distrusă nava lui Biggs și abia apoi Wedge este nevoit să se retragă din cauza unei defecțiuni.

## Traduceri în limba română
- 1993 - Războiul stelelor: Din aventurile lui Luke Skywalker, Ed. Elit Comentator, traducere Diana Pătrănoiu, 224 pag., ISBN 973-9100-20-1
- 1997 - Războiul stelelor, Ed. Elit Comentator, 448 pag., ISBN 973-9100-20-1, 973-9100-21-x, 973-9100-8 (împreună cu Războiul stelelor: Imperiul contraatacă de Donald F. Glut și Războiul stelelor: Întoarcerea cavalerului Jedi de James Kahn)
- 2006 - Războiul stelelor: O nouă speranță, Ed. Amaltea, Colecția "Star Wars"